# Festival international du film indépendant de Bordeaux 2012
Organisée par l'association Semer le doute et parrainée par Olivier Assayas, la 1re édition du Festival international du film indépendant de Bordeaux a eu lieu du 2 au 7 octobre 2012. Le festival a pour ambition de distinguer des œuvres dont l'existence montre qu'il est possible de s'affranchir des contraintes habituelles de la production et de la distribution.
Il a lieu à l'Utopia Saint-Siméon, salle de cinéma d'art et d'essai de Bordeaux, mais aussi à l'UGC Ciné Cité, au TNBA (cérémonie d'ouverture) et au Rocher de Palmer (grande soirée des courts métrages).
La présidente du jury Nathalie Baye, était entourée de Jordan Mintzer, Pilar López de Ayala, Fabrizio Mosca et de Charles Tesson.
Cette édition avait accueilli plus de 6 500 spectateurs.

## Compétition

### Longs métrages
| Titre                   | Réalisation        | Distribution                                                                               | Pays       |
| ----------------------- | ------------------ | ------------------------------------------------------------------------------------------ | ---------- |
| Antiviral               | Brandon Cronenberg | Caleb Landry Jones, Sarah Gadon, Malcolm McDowell, Douglas Smith                           | Canada     |
| Avalon                  | Axel Petersén      | Johannes Brost, Peter Carlberg, Léonore Ekstrand                                           | Suède      |
| El estudiante           | Santiago Mitre     | Esteban Lamothe, Romina Paula, Ricardo Felix, Valeria Correa                               | Argentine  |
| Gimme the Loot          | Adam Leon          | Tashiana Washington, Ty Hickson, Meeko, Sam Soghor                                         | États-Unis |
| L                       | Babis Makridis     | Aris Servetalis, Efthymis Papadimitriou, Lefteris Matthaiou                                | Grèce      |
| Les Coquillettes        | Sophie Letourneur  | Camille Genaud, Carole Le Page, Sophie Letourneur, Julien Gester, Louis-Do de Lencquesaing | France     |
| Not Waving But Drowning | Devyn Waitt        | Vanessa Ray, Megan Guinan, Lynn Cohen                                                      | États-Unis |
| Rengaine                | Rachid Djaïdani    | Slimane Dazi, Stéphane Soo Mongo, Sabrina Hamida                                           | France     |

## Hors compétition

### Séances spéciales
| Titre               | Réalisation                                       | Distribution                                           | Pays                         |
| ------------------- | ------------------------------------------------- | ------------------------------------------------------ | ---------------------------- |
| Être là             | Régis Sauder                                      | Sophie Sirere, Aude Daniel, Marion Ternaux, Anne Bacci | France                       |
| Ernest et Célestine | Stéphane Aubier, Vincent Patar et Benjamin Renner | Lambert Wilson, Pauline Brunner, Anne-Marie Loop       | France, Belgique, Luxembourg |
| Plus jamais peur    | Mourad Ben Cheikh                                 | N/B                                                    | Tunisie                      |

### Focus Jonathan Caouette
| Titre               | Réalisateur       | Distribution                                       | Pays       |
| ------------------- | ----------------- | -------------------------------------------------- | ---------- |
| Tarnation           | Jonathan Caouette | Jonathan Caouette, Renée LeBlanc, David Sanin Paz  | États-Unis |
| All Flowers in Time | Jonathan Caouette | Chloë Sevigny, Chandler Frantz                     | Canada     |
| Walk Away Renée!    | Jonathan Caouette | Jonathan Caouette, Joshua Caouette, Zoe Emre Dahan | États-Unis |
| 3 femmes            | Robert Altman     | Shelley Duvall, Sissy Spacek, Janice Rule          | États-Unis |

Source : « Focus Jonathan Caouette », sur 2012.fifib.com (consulté le 14 octobre 2015)

### Rétrospective Olivier Assayas
| Titre        | Réalisateur     | Distribution                                                 | Pays   |
| ------------ | --------------- | ------------------------------------------------------------ | ------ |
| Désordre     | Olivier Assayas | Wadeck Stanczak, Ann-Gisel Glass, Lucas Belvaux, Rémi Martin | France |
| L'Eau froide | Oliver Assayas  | Virginie Ledoyen, Cyprien Fouquet, László Szabó              | France |
| Demonlover   | Olivier Assayas | Connie Nielsen, Charles Berling, Chloë Sevigny               | France |

Source : « Rétrospective Olivier Assayas », sur 2012.fifib.com (consulté le 14 octobre 2015)

### Programme jeunesse
| Titre                          | Réalisateur                     | Distribution                                  | Pays                                   |
| ------------------------------ | ------------------------------- | --------------------------------------------- | -------------------------------------- |
| Fleurs du mal                  | David Dusa                      | Rachid Yous, Alice Belaïdi                    | France                                 |
| Couleur de peau : miel         | Laurent Boileau et Jun Jung-sik | Maxym Anciaux, Cathy Boquet, Mahé Collet      | France, Belgique, Corée du Sud, Suisse |
| Tahrir, place de la Libération | Stefano Savona                  | N-B                                           | France, Italie                         |
| Putty Hill                     | Matthew Porterfield             | Sky Ferreira, Zoe Vance, Cody Ray, Dustin Ray | États-Unis                             |

## Palmarès

### Longs métrages
- Prix du Jury : Lune d’or (grand prix du festival) : Rengaine
- Prix des Étudiants : Lune d'argent : Antiviral

### Court-métrage
- Prix du jury pour un court-métrage : coup de cœur de Kino : The Road to Klampenborg de Thomas Gendreau

## Jury
- Nathalie Baye, actrice, présidente du jury,  France
- Jordan Mintzer, producteur, scénariste,  France
- Pilar López de Ayala, actrice,  Espagne
- Fabrizio Mosca, producteur, ( France,  Italie), remplaçant de Tom Stern, chef opérateur ( États-Unis), absent pour cause de tournage[6].
- Charles Tesson, critique, historien du cinéma,  France